# 워터보이즈 2
《WATER BOYS2》(일본어: ウォーターボーイズ2)는 2004년 7월 6일부터 9월 21일 후지 TV에서 매주 화요일에 방송된 텔레비전 드라마이다. 전 12회. 첫회는 10분 확대 (~ 10:04까지) 방송, 최종회는 60분 확대 2시간 스페셜로 방송되었다. 평균 시청률 16.8%.

## 개요
전년의 2003년에 방송된 텔레비전 드라마 《워터보이즈》의 속편으로 제작되었다. 하지만 2탄이라는 것외에는, 전작과의 직접적인 관계는 거의 없다. 그러나, 2001년의 원작 영화 《워터보이즈》에 등장한 가네코 타카토시가 싱크로 부원·세계사 담당 고등학교 기간제 교사로 다시 등장하였다.

## 출연진

### 주요 인물
- 이치하라 하야토
- 이시하라 사토미
- 나카오 아키요시
- 사이토 케이타
- 코이케 텟페이
- 기무라 료

### 그외 인물
- 스즈키 에미
- 아베 료헤이
- 야마네 카즈마
- 시노하라 타카후미
- 아사미 레이나
- 나카호토 히토미
- 아사쿠라 에리카
- 가네코 타카토시
- 야마구치 사야카
- 기무라 미도리코
- 이노우에 와카
- 야지마 켄이치
- 가네다 아키오
- 아치와 사토미
- 이마후쿠 마사오
- 모리시타 아이코
- 코히나타 후미요
- 히로사와 소우

## 주제가
- 후쿠야마 마사하루 - 〈무지개~ 또 하나의 여름~〉

## 방송일 및 부제·시청률
| 각화                                                         | 방송일          | 부제                            | 시청률 |
| ------------------------------------------------------------ | --------------- | ------------------------------- | ------ |
| 제1회                                                        | 2004년 7월 6일  | 구세주가 왔다!?                 | 20.6%  |
| 제2회                                                        | 2004년 7월 13일 | 거짓말쟁이의 동료               | 17.9%  |
| 제3회                                                        | 2004년 7월 20일 | 전하고 싶은 마음                | 17.8%  |
| 제4회                                                        | 2004년 7월 27일 | 새로운 결의                     | 14.1%  |
| 제5회                                                        | 2004년 8월 3일  | 스스로 결정한 일                | 11.8%  |
| 제6회                                                        | 2004년 8월 10일 | 포기하지마                      | 14.4%  |
| 제7회                                                        | 2004년 8월 17일 | 선생님을 위한 거짓말            | 14.8%  |
| 제8회                                                        | 2004년 8월 24일 | 각각의 꿈                       | 16.4%  |
| 제9회                                                        | 2004년 8월 31일 | 중요한 것은, 지금               | 12.7%  |
| 제10회                                                       | 2004년 9월 7일  | 퇴부 신고                       | 15.6%  |
| 제11회                                                       | 2004년 9월 14일 | 32명의 구세주                   | 15.4%  |
| 최종회                                                       | 2004년 9월 21일 | 잊을 수 없는 여름~떠나야할 시간 | 22.8%  |
| 평균 시청률 16.8%（시청률은 간토 지방·비디오 리서치사 조사） |                 |                                 |        |

## 같이 보기
- 워터보이즈 : 2001년 개봉한 원작의 일본 영화.
- 워터보이즈 (드라마) : 2003년 방송된 드라마 1탄.
- 워터보이즈 2005 여름 : 2005년 방송된 스페셜 텔레비전 드라마.